# Dematioscypha dematiicola
Dematioscypha dematiicola är en svampart som först beskrevs av Berk. & Broome, och fick sitt nu gällande namn av Svrcek 1977. Dematioscypha dematiicola ingår i släktet Dematioscypha och familjen Hyaloscyphaceae.  Arten är reproducerande i Sverige. Inga underarter finns listade i Catalogue of Life.